# Cantó d'Alanha

El cantó d'Alanha a l'Aude

El cantó d'Alanha és un cantó francès del departament de l'Aude, a la regió d'Occitània. Està inclòs al districte de Limós, té 26 municipis i el cap cantonal és Alanha.

## Municipi
- Alanha
- Bèlagarda de Rasés
- Bèlvéser
- Bresilhac
- Brugairolas
- Calhau
- Calhavèl
- Campbiure
- La Corteta
- Donasac
- Esculhens e Sant Just de Belengard
- Fenolhet
- Ferran
- Gramasia
- Onós
- La Sèrra de Prolha
- Lauraguèl
- Linhairòlas
- Malvièrs
- Maseròlas
- Montgradalh
- Montaut
- Pontmir
- Rotièr
- Senhalens
- Vilarzèl de Rasés